# Innenstepper
Als Innenstepper werden in der Textilbranche Steppstoffe, sowie daraus oder in der Art gearbeitete Kleidungsstücke mit von außen nicht sichtbaren Nähten bezeichnet.
Die wärmende Einlage des Kleidungsstücks kann auch nachträglich mit dem Futter durch Mitfassen in den Nähten verbunden sein.